# Luolavuori
Luolavuori (en français : colline de la grotte) est un quartier du district d'Uittamo-Skanssi à Turku en Finlande,.

## Description
Luolavuori est à environ trois kilomètres au sud-est du centre-ville.
Le parc immobilier de Luolavuori se compose principalement d'immeubles résidentiels et de petites maisons construites dans les années 1950.
À l'extrémité orientale de Luolavuori se trouve le quartier résidentiel de Petrelius conçu par le cabinet d'architecte d'Aarne Ehojoki et qui se prolonge du côté de Peltola.
L'école de Luolavuori, les maisons de retraite de Luolavuori et de Mäntyrinne et le château d'eau de Luolavuori sont situés dans le quartier.
dans la zone de Petrelius, se trouvent l'église Saint-Henri de Turku, le centre de réadaptation Petrea, le parc Tähkäpuisto et la piscine de Petrelius.

## Étymologie
Le nom Luolavuori vient de la grotte de Luolavuori située sous la collinne. L'entrée de la grotte se trouve approximativement à mi-chemin au milieu de la pente entre le court de tennis et le château d'eau.

## Galerie

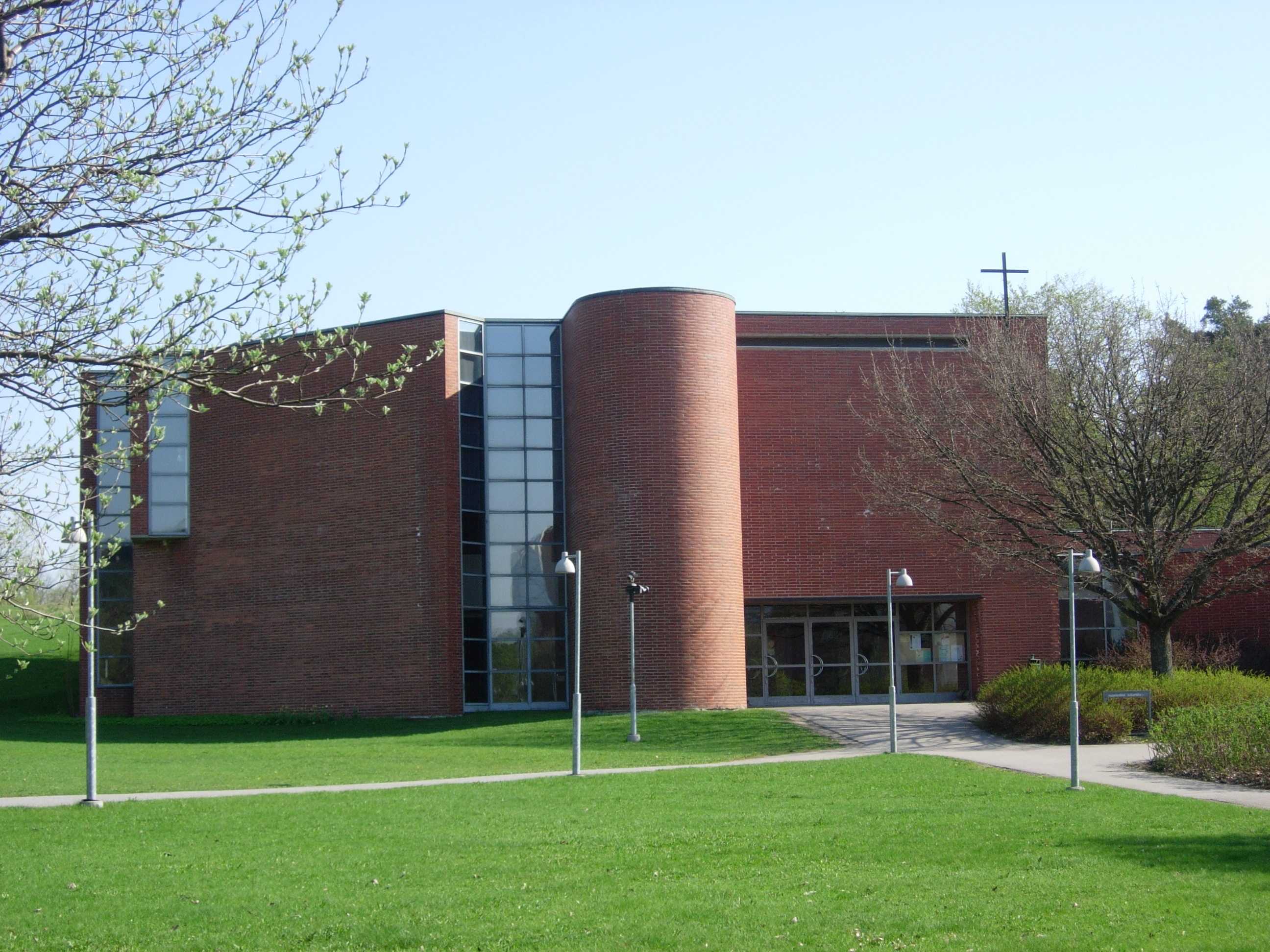
Église Saint-Henri
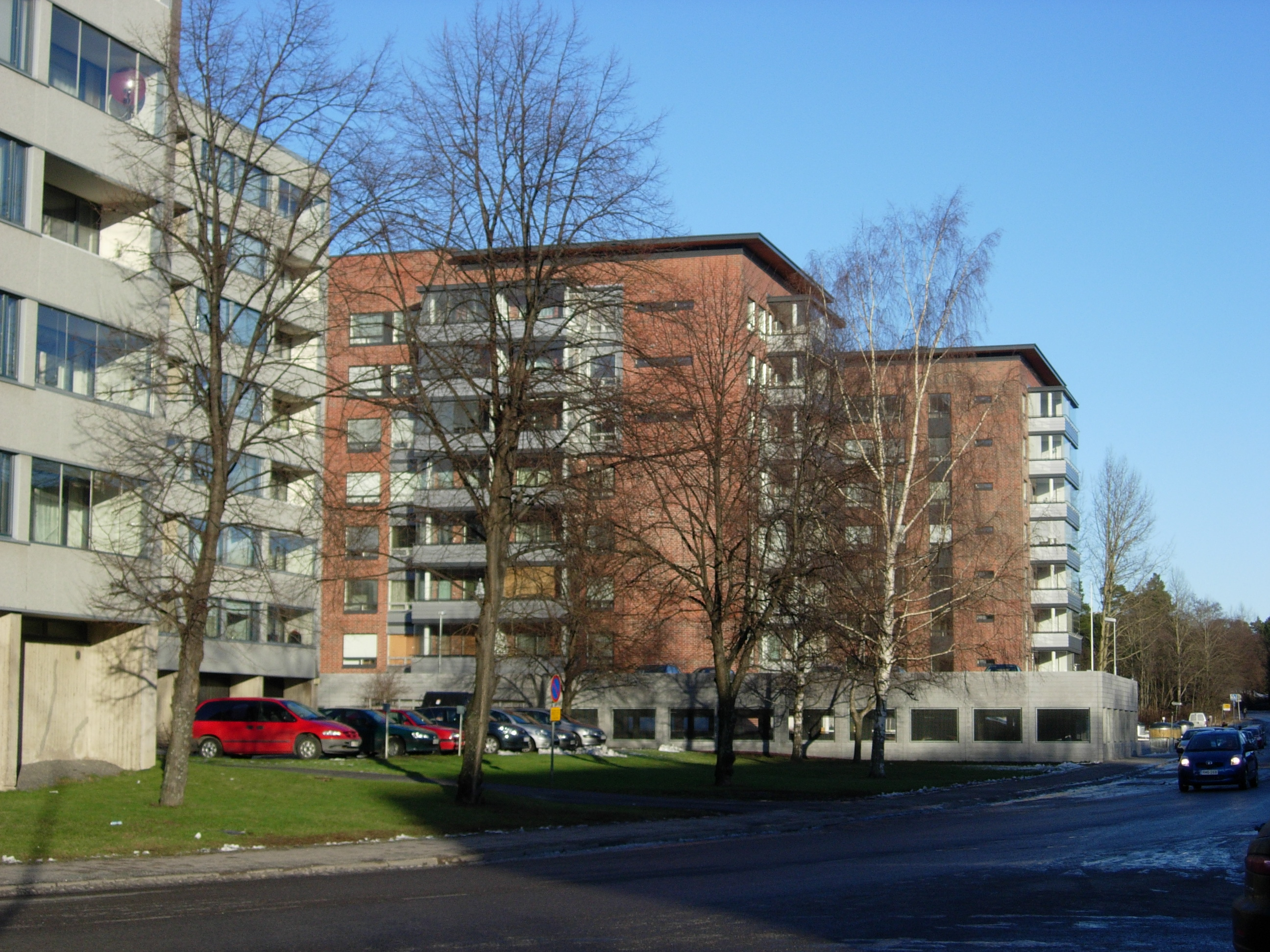
Rätiälänkatu 15-17.
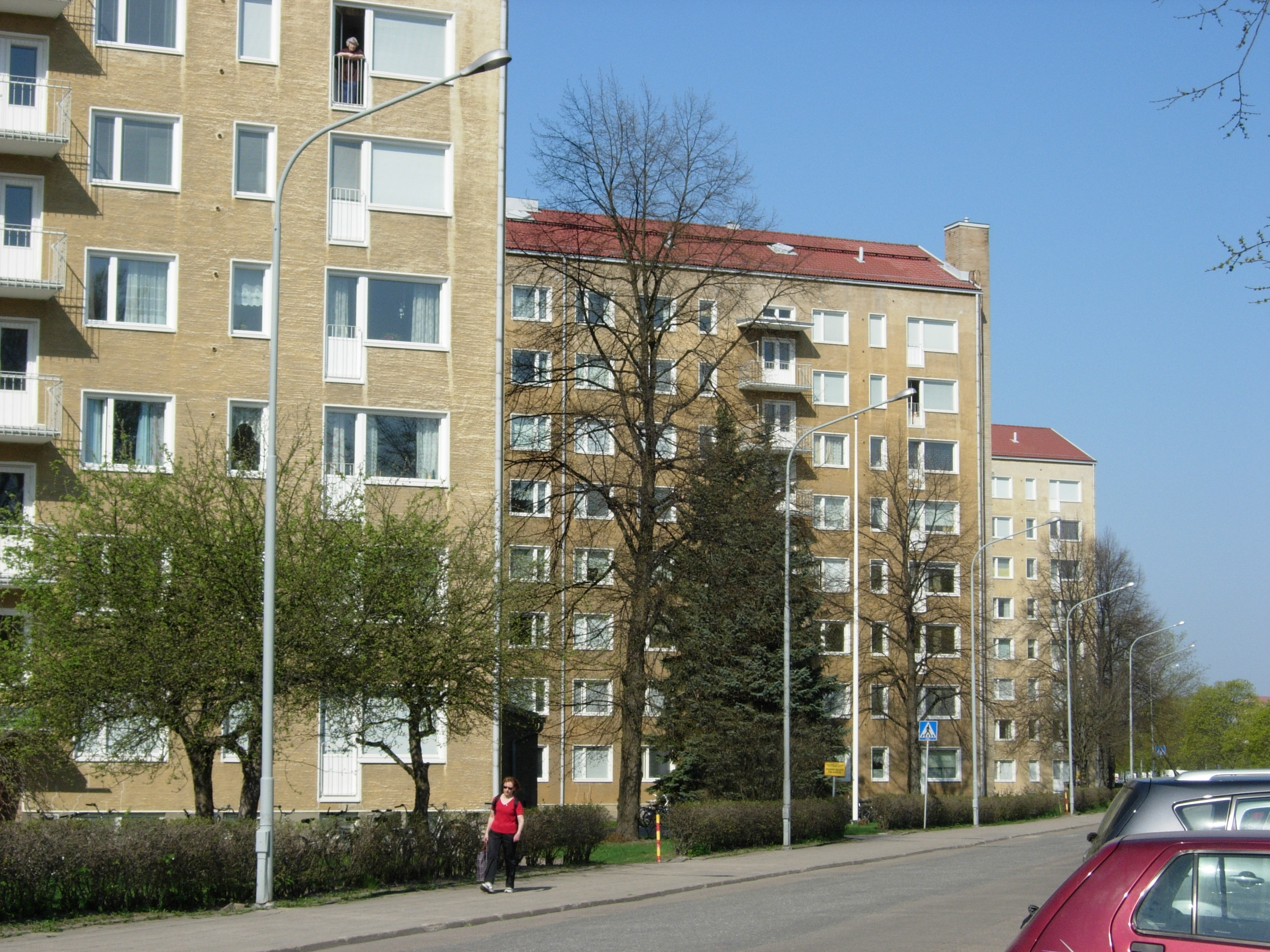
Kivikartiontie.
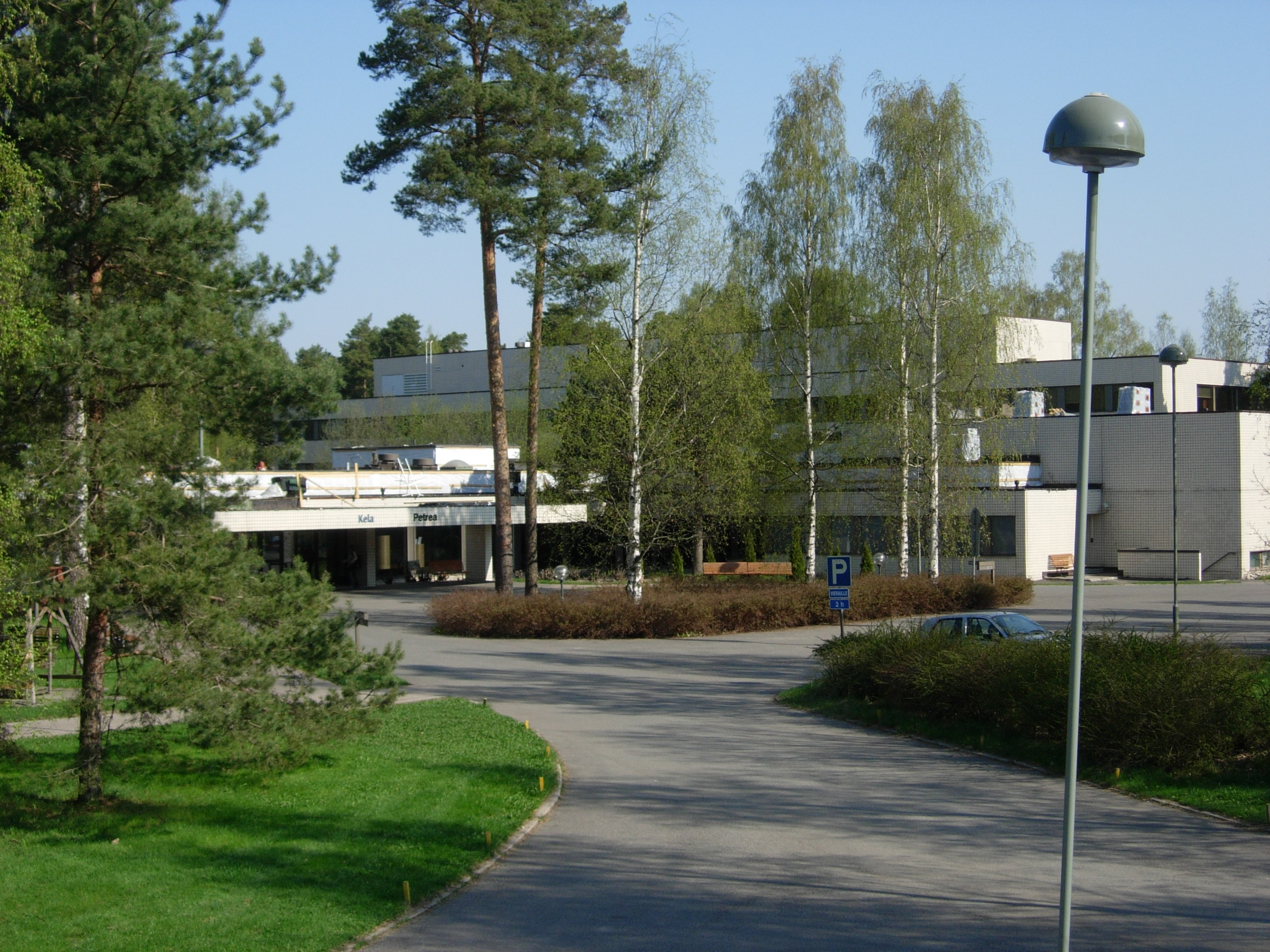
Centre de réadaptation Petrea.
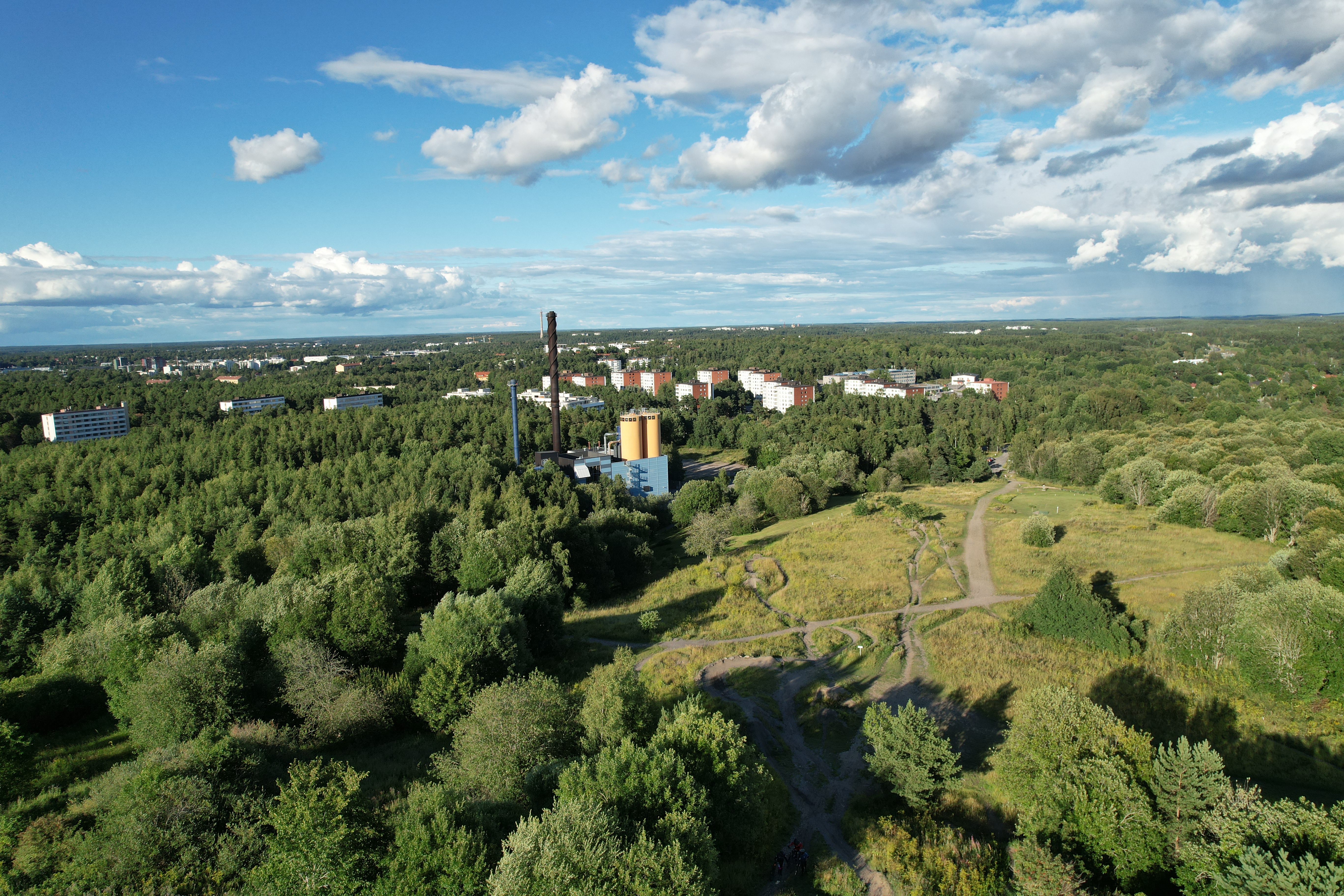
La colline Luolavuori.